# فيليبالد هان
فيليبالد هان (بالألمانية: Willibald Hahn)‏ هو لاعب كرة قدم ومدرب كرة قدم نمساوي، ولد في 31 يناير 1908 في فيينا في النمسا، وتوفي بنفس المكان في 31 مايو 1999. لعب مع أدميرا فاكر مودلينغ وأوستريا فيينا.

## وصلات خارجية
- فيليبالد هان على موقع قاعدة بيانات كرة القدم.إي يو (الإنجليزية)
- فيليبالد هان على موقع عالم كرة القدم.نت (الإنجليزية)